# Shiselweni I
Shiselweni I – inkhundla w dystrykcie Shiselweni w Królestwie Eswatini. 
Według spisu powszechnego ludności z 2007 roku, Shiselweni I miało powierzchnię 220 km² i zamieszkiwało je 12 823 mieszkańców. Dzieci i młodzież w wieku do 14 lat stanowiły ponad połowę populacji (6796 osób). W całym inkhundla znajdowało się wówczas dwanaście szkół podstawowych i dwie placówki medyczne.
W 2007 roku Shiselweni I dzieliło się na pięć imiphakatsi: Dumenkungwini, Mabona, Manyandzeni, Mchinsweni i Zikhotheni. W 2020 roku Shiselweni I składało się z siedmiu imiphakatsi: Dumenkhungwini, Eposini, Mabonabulawe, Manyandzeni, Mchinsweni, Hhuhhuma i Zikhoteni. Przedstawicielem inkhundla w Izbie Zgromadzeń Eswatini był wówczas Myekeni Ntjangase.